# NGC 4493/2
NGC 4493/2 је галаксија у сазвежђу Девица која се налази на NGC листи објеката дубоког неба.
Деклинација објекта је + 0° 36' 24" а ректасцензија 12h 31m 11,0s. Привидна величина (магнитуда) објекта NGC 4493 износи 15,7 а фотографска магнитуда 16,7. NGC 44932 је још познат и под ознакама MCG 0-32-17, CGCG 14-56, NPM1G +00.0377, PGC 1170468.